# Leitor de código de barras

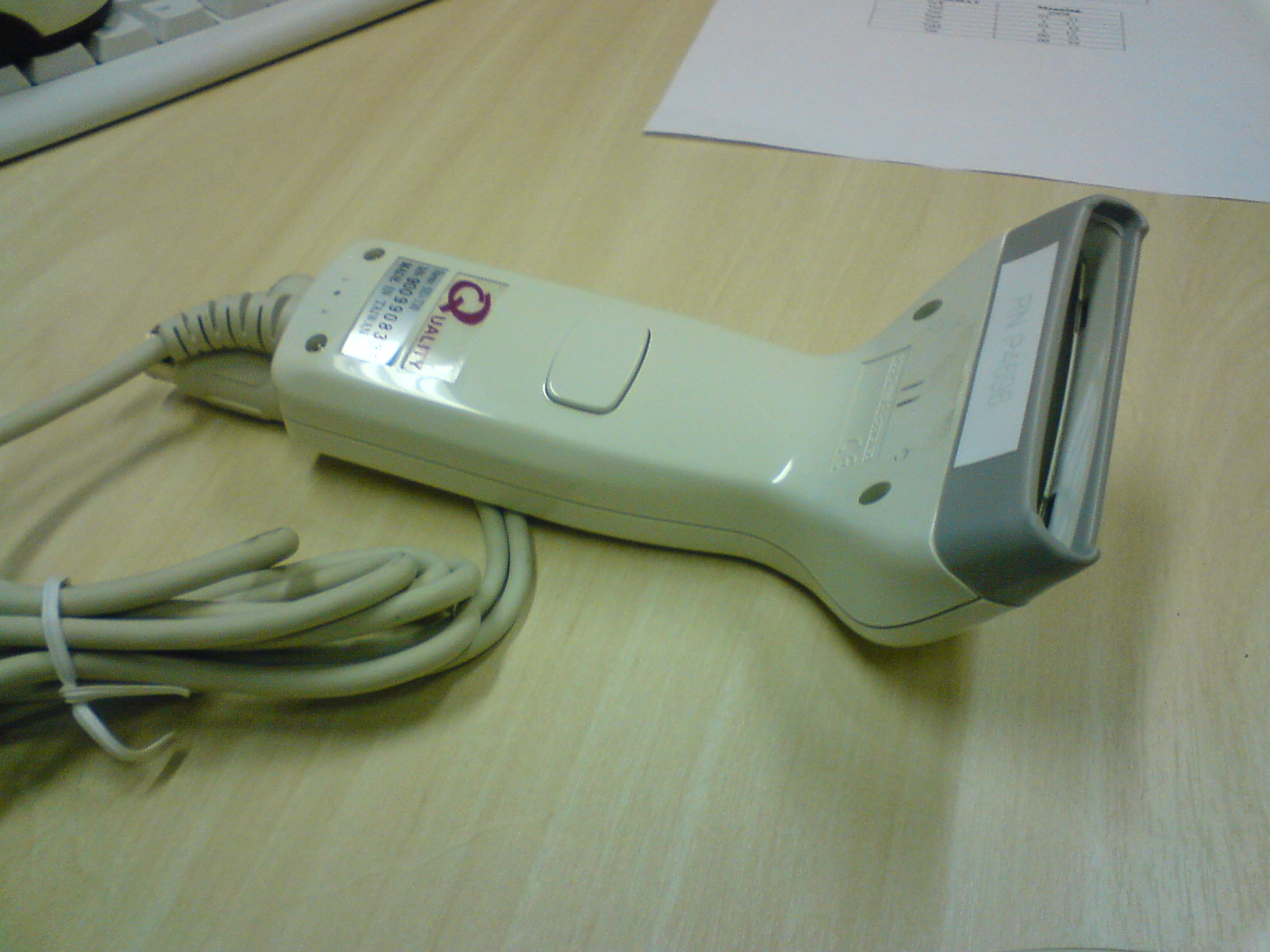
Leitor de código de barras para computador

Um leitor de código de barras (ou scanner de código de barras) é um  dispositivo eletrônico para leitura de códigos de barras impressos. É um scanner, que contém uma fonte de luz, uma lente e um sensor de luz para traduzir impulsos ópticos em elétricos. Além disso, quase todos os leitores de código de barras contêm um circuito decodificador para analisar os dados de imagem do código de barras fornecido pelo sensor e enviar o conteúdo do código de barras para a porta de saída do scanner.

## Tipos de leitores de código de barras

### Leitores de código de barras podem ser diferenciados por tecnologias

#### Leitores - tipo caneta
Leitores do tipo caneta são constituídos por uma fonte de luz e de diodos que são colocados ao lado um do outro na ponta de uma caneta ou varinha. Para ler um código de barras , a pessoa que detém a caneta deve mover a ponta da mesma em todos os barras do código, a uma velocidade relativamente uniforme. O fotodiodo mede a intensidade da luz refletida a partir da fonte de luz que atravessa a ponta de cada barra e espaço em branco do código impresso. O fotodiodo gera uma forma de onda que é usado para medir as larguras das barras e espaços do código de barras. As barras escuras do código de barras absorvem a luz e os espaços em branco refletem a luz, de modo que a onda de tensão gerada pelo fotodiodo é uma representação do padrão de barra e espaço em branco do código de barras. Esta forma de onda é descodificada pelo scanner de uma maneira semelhante à maneira que o código Morse é descodificados.

#### Scannersalaser
Os scanners a laser funcionam da mesma maneira que os leitores tipo caneta, exceto por eles usarem um raio laser como fonte de luz e normalmente contém um espelho ou um prisma rotativo para fazer a varredura do feixe de laser e para receber os dados do código de barras. Tal como acontece com o leitor do tipo caneta, um fotodiodo é usado para medir a intensidade da luz refletida a partir do código de barras. Em ambos os leitores de caneta e scanners a laser, a luz emitida pelo leitor é analisada pela variação no padrão de reflexão como padrão para receber dados e o fotodiodo contém um circuito receptor que é concebido para detectar apenas os sinais com o mesmo padrão de modulação.

#### Leitores CCD
Leitores CCD usam uma matriz de centenas de pequenos sensores de luz alinhados em uma fileira na ponta do leitor. Cada sensor de luz no leitor CCD é extremamente pequeno e por isso há centenas de sensores alinhados em uma fileira, um padrão de tensão idêntico ao padrão de um código de barras é gerado no leitor medindo sequencialmente as tensões em cada sensor em linha. A diferença entre um leitor CCD e um tipo caneta ou um scanner a laser é que o leitor CCD mede a luz ambiente emitida a partir do código de barras enquanto no tipo caneta ou no scanner a laser estão medindo a luz refletida de uma freqüência específica proveniente do próprio scanner.

#### Leitores baseados Câmera
Scanners de imagem bidimensionais são o sexto e mais novo tipo de leitor de código de barras. Eles usam uma câmera e técnicas de processamento de imagem para decodificar o código de barras.
Leitores de câmera de vídeo usa pequenas câmeras de vídeo com a mesma tecnologia CCD, uma câmera de vídeo tem centenas de linhas de sensores dispostos em uma matriz bidimensional para que possam gerar uma imagem.
Leitores de longo alcance usam câmeras de alta resolução industriais para capturar vários códigos de barras em simultâneo. Todos os códigos de barras que aparecem na foto são decodificados instantaneamente ou pelo uso de plugins.